# دومبریا
دومبریا (به اسپانیایی: Dumbría) یکی از دهستان‌های اسپانیا است.

## خصوصیات
دومبریا ۱۲۵٫۷۴ کیلومترمربع مساحت و ۴٬۱۶۶ نفر جمعیت دارد.